# Aan het prikken van mijn duimen
Aan het prikken van mijn duim (Engels: Something wicked this way comes) is een horrorroman uit 1963 van de Amerikaanse schrijver Ray Bradbury. De roman verscheen in 1976 in de Born Science Fictionserie van Born NV Uitgeversmaatschappij, maar heeft nauwelijks iets met sciencefiction te maken. De titel verwijst naar twee dichtregels van William Shakespeare: Aan het prikken van mijn duim, voel ik boosheid hierheen struinen ("By the pricking of my thumbs, Something wicked this way comes").
De inspiratie voor het boek haalde Bradbury uit zijn eigen jeugd. Hij maakte kennis met ene Mr. Electrico, een kermistovenaar. Die voorspelde een eeuwig leven. Bradbury bracht Mr. Electrico in het boek weer tot leven, als zijnde de geest van een in de Eerste Wereldoorlog omgekomen vriend. Het boek leunt zwaar op de Amerikaanse Halloweentraditie.

## Verhaallijn
Hoofdpersonen in het boek zijn twee jongens William Halloway (geboren 30 oktober vlak voor 24.00) en Jim Nightshade (geboren 31 oktober vlak na 0.00). Zij wonen in het dorp Green Town in Illinois. Op de avond van 23 oktober begint het in de verte te donderen. Het onweer wordt voorafgegaan door een handelsreiziger in bliksemafleiders. Datzelfde onweer wordt vergezeld van een kermis, met alle enge figuren die daar bij horen. Het dorp maakt een soort algemene hallucinatie door, waarbij niets meer is wat het lijkt. Andere personen uit het boek zijn meneer Dark en De geïllustreerde man.
Het boek is opgebouwd uit vier hoofddelen:
- Proloog
- Tijd van komen
- Tijd van achtervolgingen
- Tijd van gaan.

## Bijzonderheden
De geïllustreerde man is een verwijzing naar een bundel verhalen van Bradbury, waarin een man niet bedekt is met Tatoeages, maar bewegende stripverhalen. Aan het prikken van mijn duim is een van de weinige romans die Bradbury op papier kreeg. Een bijzonderheid aan de Nederlandse vertaling is dat als titel gekozen is de eerste regel van Shakespeares tekst, terwijl de Amerikaanse versie onder de tweede regel verscheen. De roman werd in 1983 verfilmd. Door Jack CLayton met hulp van de auteur.